# パキスタン・ムスリム連盟ナワーズ・シャリーフ派
パキスタン・ムスリム連盟ナワーズ・シャリーフ派（ウルドゥー語: پاکستان مسلم لیگ ن、英語: Pakistan Muslim League (Nawaz)、略称:PML-N）は、パキスタンの保守政党。パキスタン・ムスリム連盟ナワーズ派、パキスタン・ムスリム連盟シャリーフ派（または「シャリフ派」）などと表記される場合もある。記事立項時近くにもパキスタン・イスラム教徒連盟シャリフ派とされた例もあり、定まった訳はないとも言える。

## 歴史

### 結党
軍事独裁者ムハンマド・ジア＝ウル＝ハク大統領の下でパンジャーブ州首相だったナワーズ・シャリーフがハク大統領の飛行機事故死後の1988年11月16日、パキスタン・ムスリム連盟から自派を分裂させて結成。80年代末から90年代にかけてベーナズィール・ブットー率いるパキスタン人民党(PPP)と熾烈な政権争いを繰り広げた。1998年にパキスタンが核実験を行った際の与党でもある。

### 反クーデター政権
しかし1999年にパキスタン軍トップのパルヴェーズ・ムシャラフを解任しようとしたシャリーフ首相が軍のクーデターで打倒され、後に亡命を強いられると、党は禁止こそされなかったが野党暮らしを強いられた。この間、シャリーフは亡命先のサウジアラビアから党を指導しようとしたが、ザファルッラー・カーン・ジャマーリー（のち首相）ら、党内の親ムシャラフ派がパキスタン・ムスリム連盟カーイデ・アーザム派（PML-Q）を結成し分裂、少数政党に転落するなど苦しい立場に置かれた。そのため政敵ベーナズィール・ブットーのパキスタン人民党(PPP)と提携するようになった。
2007年からパキスタンで民主化運動が活発化し、ムシャラフ大統領に抵抗する一大運動に発展すると、ベーナズィール・ブットーの暗殺を経て2008年のパキスタン下院総選挙で第2党となり、PPPのユースフ・ラザー・ギーラーニー率いる連立政権と組み、ムシャラフを大統領辞任に追い込んだ（後任の大統領はベーナズィール・ブットーの夫でPPPのアースィフ・アリー・ザルダーリー）。

### 最近の動向

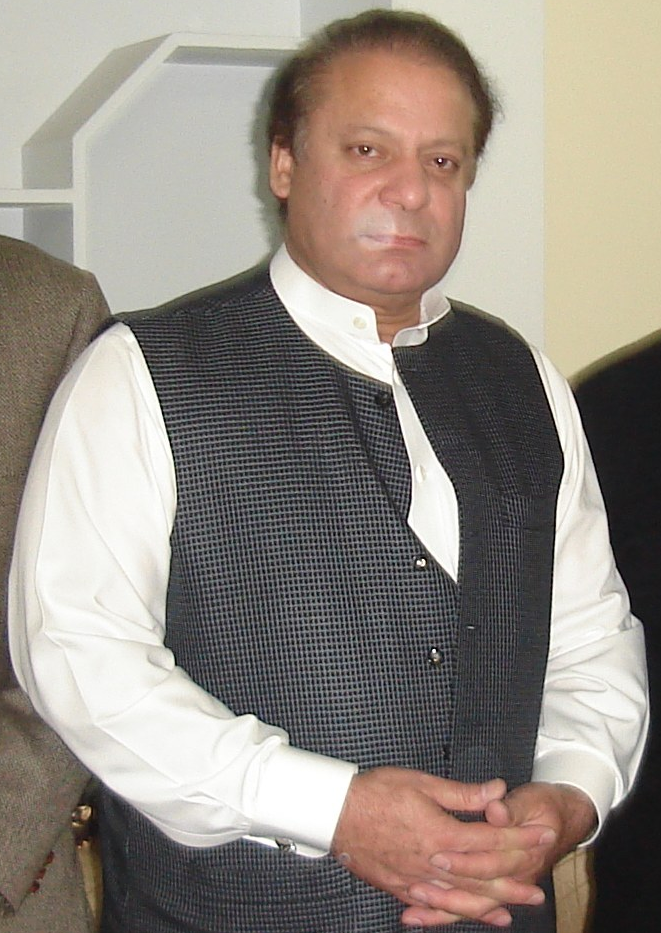
ナワーズ・シャリーフ（2008年）

その後パキスタン人民党(PPP)との確執から野党に転じるが、2013年5月11日に執行された総選挙ではザルダーリー大統領率いるPPP政権の汚職体質や経済無策への批判票を一手に引き受け、またイスラーム過激派のパキスタン・ターリバーン運動からも対話の窓口として指名される形で大勝した。
しかし、2017年にシャリーフが首相を失職し、娘のマリヤムとともに汚職容疑で収監されると党勢は悪化。翌年の2018年7月25日に執行された総選挙ではパキスタン下院のみならず、牙城のパンジャーブ州でも政権をパキスタン正義運動(PTI)に明け渡した。その後、2022年4月にナワーズの弟のシャバズ・シャリフが新首相となり、下院の与党に復帰した。
2024年2月8日に執行された総選挙では直後にはPML-Nとイムラン・カーン元首相率いるPTIの双方が勝利宣言するなど混迷を極めた。選挙の結果、264議席中、PTIが支援する無所属議員が93議席を獲得し議会内最大勢力となり、PML-Nが75、パキスタン人民党(PPP)が54議席を獲得した。2月13日、PML-NとPPPなど6党が連立政権樹立で合意し、新首相にシャバズ・シャリフ前首相を再び擁立することとなった。
なお党の地盤はナワーズ・シャリーフの出身地でもあるパンジャーブ州に大きく依存しており、他州ではそれほど圧倒的な勢力を有しているわけではない。特に南部シンド州では、パキスタン人民党などに大きく水をあけられている。また（この党に限らずパキスタンの「ムスリム連盟」を称する政党すべてに言えることだが）国父ムハンマド・アリー・ジンナーらによる全インド・ムスリム連盟の後継政党を名乗っているが、同党は1958年のアイユーブ・ハーン（のち元帥）によるクーデターで解散に追い込まれているため、直接の関連性はない。